# 赛金镇
赛金镇，是中华人民共和国四川省南充市仪陇县下辖的一个乡镇级行政单位。

## 行政区划
赛金镇下辖以下地区：
文化社区、石梁子村、潮水坝村、柏垭子村、郑家湾村、龙背梁村、干坝子村、杨二坝村、灯台山村、芝兰坝村、雷家坝村、五佛寺村、高家坝村、岳家沟村、新佛寺村、仪陇沟村、王铜罐村、大屋基村、袁家坝村和李盘沟村。